# Spilopelia senegalensis
La tortora delle palme o tortora senegalese (Spilopelia senegalensis (Linnaeus, 1766)) è un uccello appartenente alla famiglia Columbidae.

## Descrizione

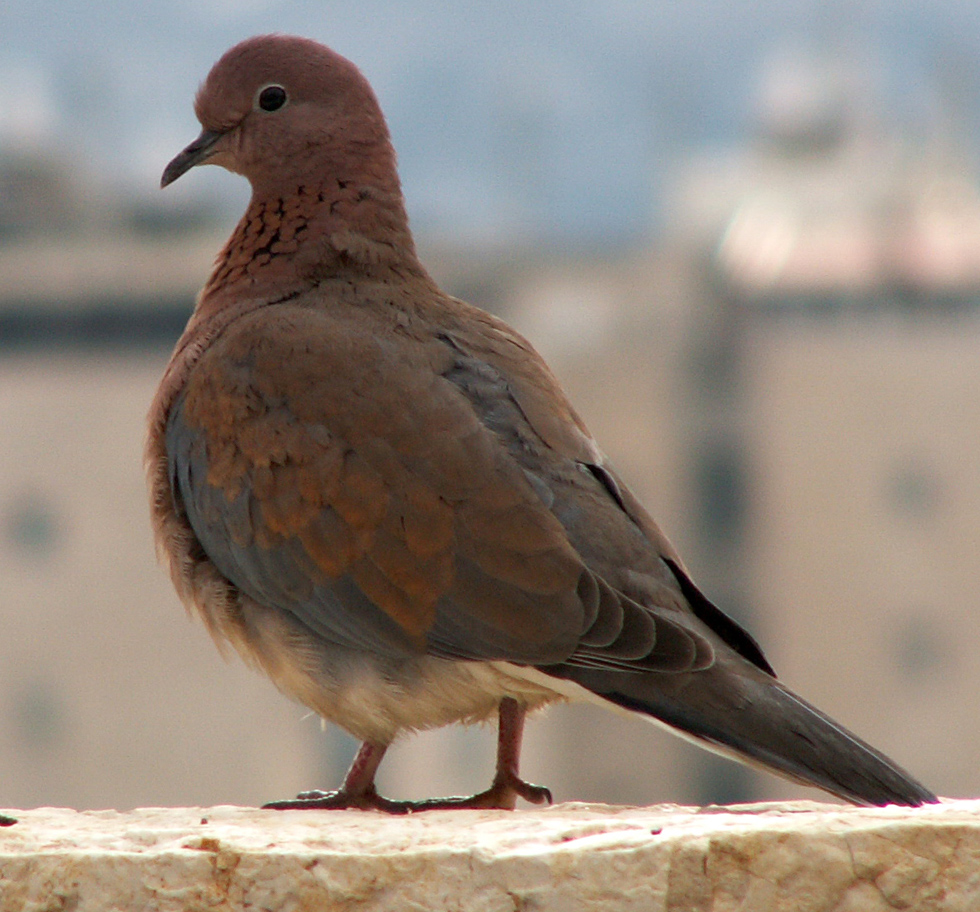

È una tortora di medie-piccole dimensioni (lunga da 25 a 28 cm).
 Presenta un mantello uniformemente di color bruno-vinaccia, con margine alare grigio-bluastro. Il petto è rossiccio ed il ventre color crema. Sul collo è presente una fine barratura nera. Il becco è nero e le zampe rosse.

## Distribuzione e habitat
Ha un ampio areale che si estende in gran parte dell'Africa settentrionale (dalla Mauritania alla valle del Nilo) e subsahariana, in Medio Oriente, nella penisola arabica e in Asia meridionale, sino all'India.
È stata segnalata anche in alcune aree dell'Australia occidentale, dove probabilmente è stata introdotta dall'uomo.
 In Europa esiste una popolazione nidificante consistente in Turchia, stimata tra le 50.000 e le 100.000 coppie, e popolazioni più limitate in Russia, Armenia e Azerbaigian. Esemplari isolati sono sporadicamente stati segnalati in Bulgaria, Cipro, Finlandia, Grecia, Italia, Malta e Portogallo. Le osservazioni italiane si riferiscono esclusivamente alla Sicilia  e alla Sardegna. In particolare a Pantelleria nel 2004 è stata documentata fotograficamente la presenza di un nido con uova e femmina in cova, primo caso di nidificazione in territorio italiano; diversi nidi sono stati rinvenuti anche negli anni successivi, con una popolazione complessiva stimata di circa 20 coppie. Un caso di nidificazione è stato documentato nel 2006 anche a Linosa.
I suoi habitat naturali sono la savana e le praterie, le oasi ricche di palme, ma è comune osservarla anche in prossimità di campi coltivati e di abitazioni rurali.

## Biologia

### Voce

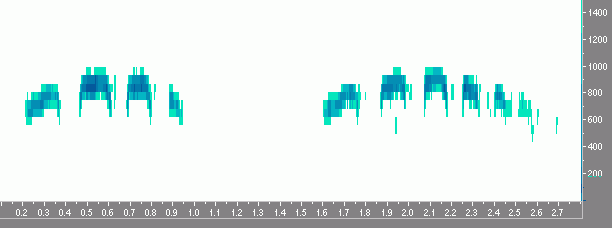
Sonogramma del richiamo di S. senegalensis

Il canto di richiamo, che nella parte iniziale può ricordare quello dell'upupa, consiste in un basso oo-took-took-oo-roo.

Occasionalmente emette anche un breve verso nasale, durante il volo o quando si posa.

### Alimentazione
È un uccello prevalentemente granivoro, che si nutre anche di frutti e occasionalmente di piccoli invertebrati (artropodi, gasteropodi).

### Riproduzione

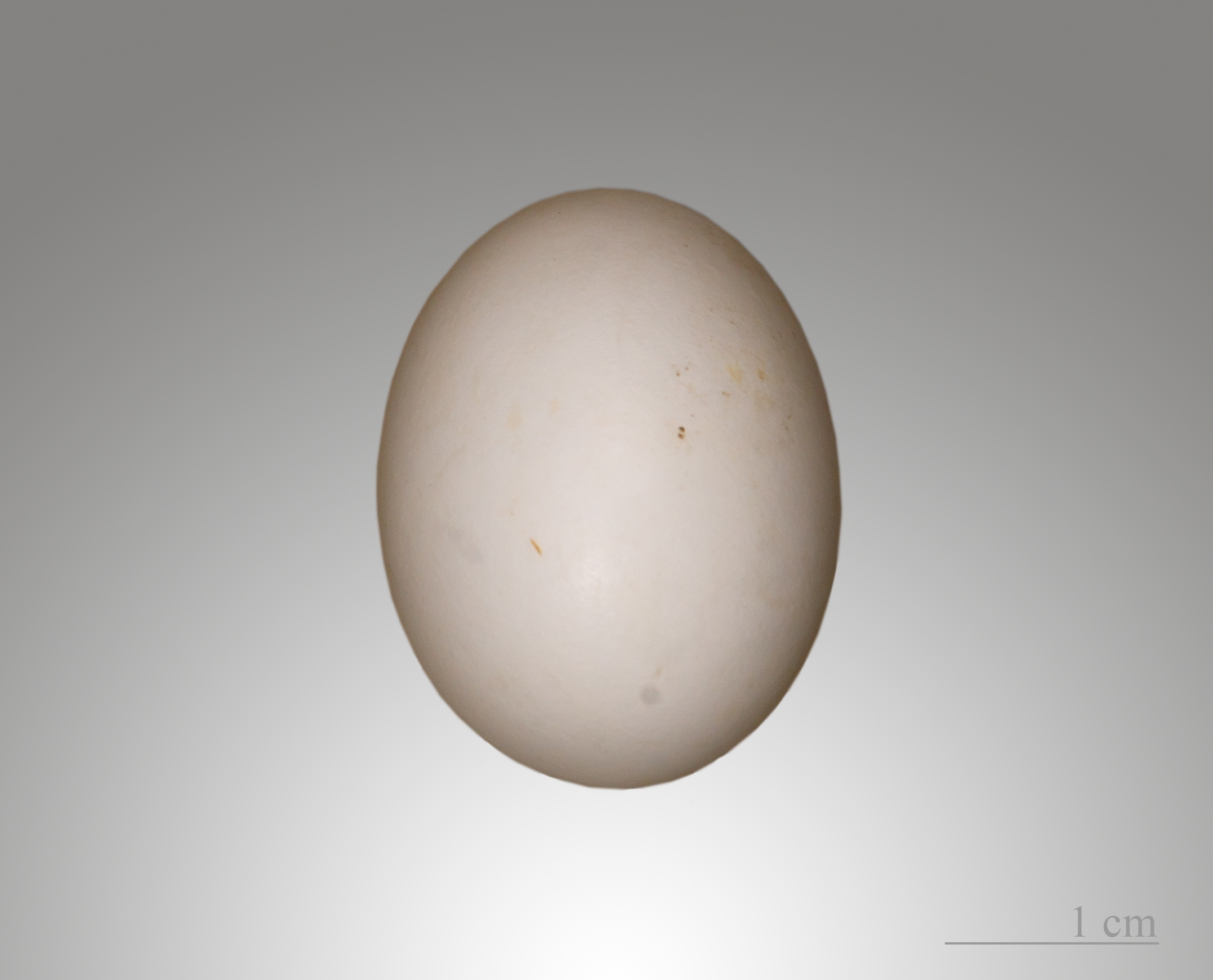
Uovo di Streptopelia senegalensis

La femmina depone due uova per stagione; il maschio contribuisce alla cova.

## Sistematica
In passato questa specie era attribuita al genere Streptopelia (Streptopelia senegalensis).

Sono note le seguenti sottospecie:
- S. senegalensis aegyptiaca (Latham, 1790)
- S. senegalensis cambayensis (Gmelin, 1789)
- S. senegalensis ermanni (Bonaparte, 1856) - tipica dell'Asia centrale
- S. senegalensis senegalensis (Linnaeus, 1766)
- S. senegalensis phoenicophila Hartert, 1916
- S. senegalensis sokotrae Grant, 1914

## Conservazione
Per l'ampiezza del suo areale e la consistenza della popolazione la IUCN Red List classifica S. senegalensis come specie a basso rischio di estinzione.